# Telmatobufo ignotus
Espèce
Statut de conservation UICN

 EN  : En danger
Telmatobufo ignotus est une espèce d'amphibiens de la famille des Calyptocephalellidae.

## Répartition
Cette espèce est endémique du Sud du Chili. Elle se rencontre dans la province de Cauquenes à 187 m d'altitude sur le versant Ouest de la cordillère de la Costa.

## Publication originale
- Cuevas, 2010 : A new species of Telmatobufo (Schmidt 1852) (Anura, Calyptocephalellidae) from a remnant of the Maulino Forest, central Chile. Gayana, vol. 74, p. 102-112.